# Força Aérea da Chéquia

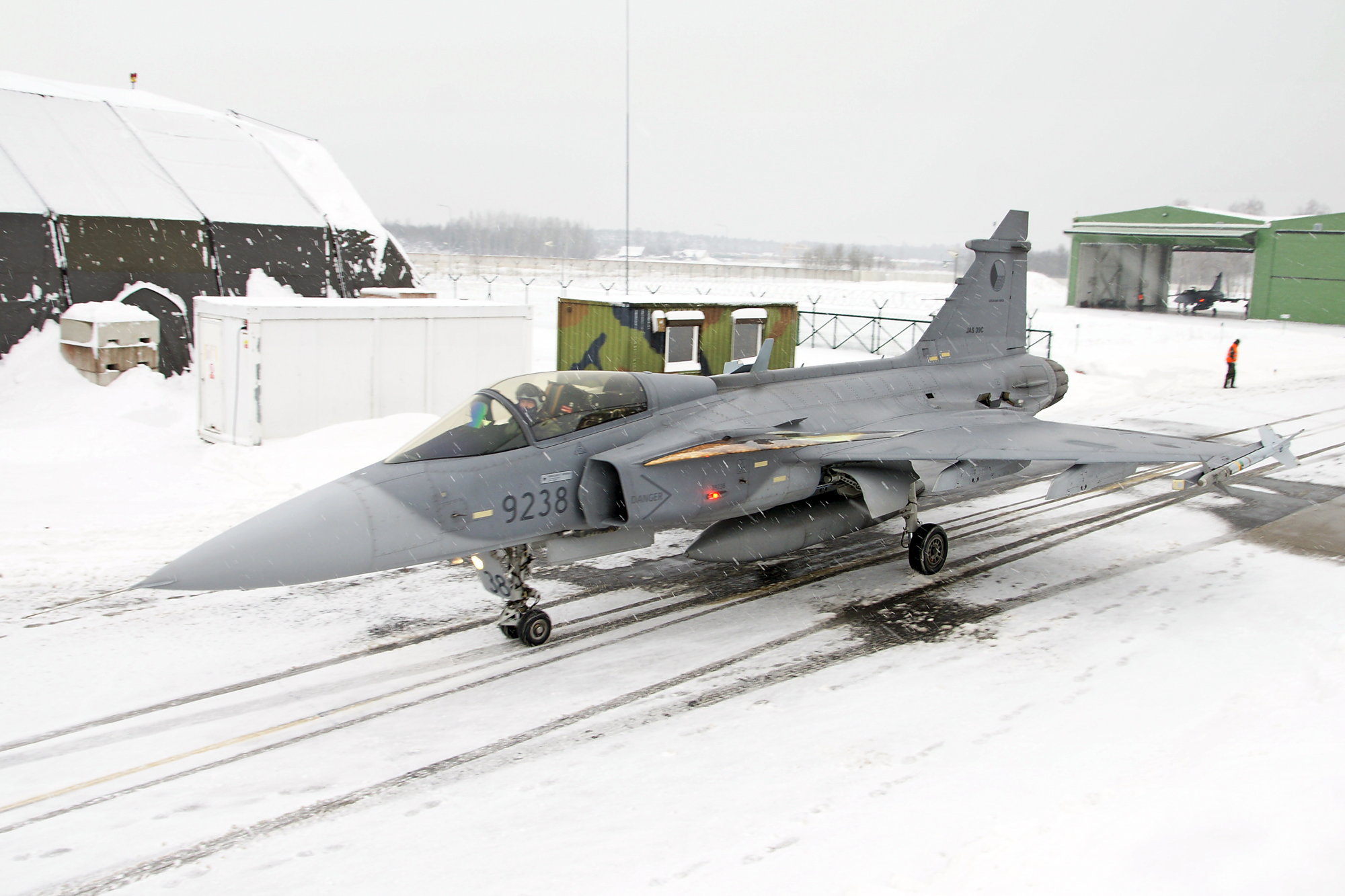
Um Saab JAS-39 Gripen, de fabricação sueca.

A Força Aérea da Chéquia, ou Tchéquia, é o ramo aéreo das Forças Armadas da Chéquia (Tchéquia). Juntamente com as Forças Terrestres da Chéquia, é uma das duas forças militares da Chéquia.
A força aérea é responsável pela defesa e segurança do espaço aéreo checo, que faz parte do Sistema Integrado de Defesa Aérea da NATO, presta apoio às operações das forças terrestres e efectua missões de transporte de recursos, militares e entidades de estado. Em tempo de paz, a força aérea tem prestado apoio também em missões de busca e salvamento.